# SM-veckan 2022 (sommar)
SM-veckan sommar 2022 avgjordes i Linköping den 28 juni till 3 juli 2022. Detta var den elfte sommarupplagan av tävlingarna, efter att SM-veckan ställdes in både 2020 och 2021. Huvudarrangörer var Riksidrottsförbundet, Linköpings kommun och de berörda specialidrottsförbunden. Sveriges Television sände tävlingarna.

## Idrotter
Följande idrotter var representerade under SM-veckan 2022 (sommar).

- Aquabike
- Artistisk gymnastik
- Bangolf
- Basket (3×3)
- Beachhandboll
- Beachvattenpolo
- Boule (precisionsskytte)
- Bowling
- Bågskytte
- Casting
- Cricket (T10)
- Crosskart (sprint)
- Cykel (kortdistans)
- Discgolf
- Golf (Paraklass)
- HEMA
- Hopprep
- Kanotpolo
- Kyokushinkai karate
- Mountainbike (XCE)
- Orientering (sprint-stafett)
- Paddelsurfing
- Padel
- Rallysprint
- Rugby (7’s)
- Rullskidor
- Simning och parasimning
- Skateboard (slalom)
- Speedway
- Strandfotboll
- Working Equitation (ridsport)
- Wakeboard